# Iker Losada
Pour les articles homonymes, voir Losada.
Losada  Aragunde est un nom espagnol. Le premier nom de famille, en général paternel, est Losada ; le second, en général maternel, souvent omis, est Aragunde.
Iker Losada Aragunde, né le 1er août 2001 à Catoira en Espagne, est un footballeur espagnol qui évolue au poste d'attaquant au Real Betis.

## Biographie

### Carrière en club
Losada commence à jouer au football en Galice, plus précisément dans les équipes de jeunes du club de sa ville natale, Catoira, où il évolue jusqu’à l’âge de 11 ans. Rapidement remarqué, il suscite l’intérêt de plusieurs clubs, dont le Celta de Vigo qui le repère et le recrute pour intégrer son centre de formation en 2012.

Lors de la saison 2018-2019, il se distingue avec l’équipe junior A, marquant 13 buts en División de Honor Juvenil. Ses performances lui permettent de faire ses débuts avec l'équipe réserve du Celta cette même saison, au cours de laquelle il participe à quatre matchs en troisième division espagnole.

Il intègre l’équipe première du Celta de Vigo lors de la pré-saison 2019-2020. À la suite de la blessure de son coéquipier Santi Mina, il est convoqué pour la première journée de Liga contre le Real Madrid. Il marque un but lors de ce match et devient le premier joueur du Celta né au XXIe siècle à marquer en match officiel,.
En juillet 2023, il rejoint le Racing Club de Ferrol. Avec ce club, il dispute 42 matchs en deuxième division, au cours desquels il marque neuf buts et délivre sept passes décisives.
Le 6 juillet 2024, il est transféré au Real Betis Balompié et s’y engage sur cinq saisons. Dès le mois de janvier suivant, il retourne au Celta de Vigo sous forme de prêt, un an et demi après son départ.

### En sélection

#### Espagne
Au cours de l'année 2019, il prend part à huit matchs amicaux avec les équipes d'Espagne des moins de 18 ans et des moins de 19 ans. Il marque un but avec les moins de 18 ans, lors d'une victoire quatre à zéro face au Japon.

#### Galice
Losada représente sa région d'origine, la Galice, lors d'un match amical opposant l'équipe de Galice au Panama le 31 mai 2024. Titulaire, il est remplacé à la 74e minute par Luis Chacón (en) pour une victoire finale des panaméens deux buts à zéro,.

## Statistiques

### En club
| Saison                | Club                  | Championnat           | Championnat | Championnat | Championnat | Coupe(s) nationale(s) | Coupe(s) nationale(s) | Coupe(s) nationale(s) | Compétition(s) continentale(s) | Compétition(s) continentale(s) | Compétition(s) continentale(s) | Compétition(s) continentale(s) | Total | Total | Total |
| Saison                | Club                  | Division              | M.          | B.          | P.d.        | M.                    | B.                    | P.d.                  | Comp.                          | M.                             | B.                             | P.d.                           | M.    | B.    | P.d.  |
| 2018-2019             | Celta de Vigo rés.    | Segunda División B    | 4           | 0           | 0           | -                     | -                     | -                     | -                              | -                              | -                              | -                              | 4     | 0     | 0     |
| 2019-2020             | Celta de Vigo rés.    | Segunda División B    | 15          | 1           | 2           | -                     | -                     | -                     | -                              | -                              | -                              | -                              | 15    | 1     | 2     |
| 2020-2021             | Celta de Vigo rés.    | Segunda División B    | 25          | 3           | 1           | -                     | -                     | -                     | -                              | -                              | -                              | -                              | 25    | 3     | 1     |
| 2021-2022             | Celta de Vigo rés.    | Primera Federación    | 26          | 3           | 1           | -                     | -                     | -                     | -                              | -                              | -                              | -                              | 26    | 3     | 1     |
| 2022-2023             | Celta de Vigo rés.    | Primera Federación    | 35          | 9           | 8           | -                     | -                     | -                     | -                              | -                              | -                              | -                              | 35    | 9     | 8     |
| Sous-total            | Sous-total            | Sous-total            | 105         | 16          | 12          | -                     | -                     | -                     | -                              | -                              | -                              | -                              | 105   | 16    | 12    |
| 2019-2020             | Celta de Vigo         | La Liga               | 2           | 1           | 0           | 2                     | 0                     | 0                     | -                              | -                              | -                              | -                              | 4     | 1     | 0     |
| 2023-2024             | Racing de Ferrol      | Segunda División      | 42          | 9           | 7           | 3                     | 0                     | 0                     | -                              | -                              | -                              | -                              | 45    | 9     | 7     |
| 2024-2025             | Real Betis            | La Liga               | 10          | 0           | 0           | 3                     | 0                     | 1                     | C4                             | 2                              | 0                              | 0                              | 15    | 0     | 1     |
| 2024-2025             | Celta de Vigo (prêt)  | La Liga               | 12          | 1           | 0           | 0                     | 0                     | 0                     | -                              | -                              | -                              | -                              | 12    | 1     | 0     |
| Total sur la carrière | Total sur la carrière | Total sur la carrière | 171         | 27          | 19          | 8                     | 0                     | 1                     | -                              | 2                              | 0                              | 0                              | 181   | 27    | 20    |